# Reel 2 Real
Reel 2 Real fue un dúo neoyorquino de música house influida por el reggae, formado por el productor y DJ estadounidense Erick Morillo y el trinitense Mark Quashie, más conocido por su nombre artístico The Mad Stuntman.

## Biografía
El primer lanzamiento como Reel 2 Real fue The New Anthem que estuvo una semana en el #1 en 1992. En los años 1990, tuvo siete éxitos en los Top 10 en los charts del Hot Dance Music/Club Play.
Aunque alcanzara su punto máximo en el puesto 8 en las discotecas, Reel 2 Real es más conocido por la canción dancehall-reggae con influencia house I like move it, con featuring del trinitario y toaster Mark Quashie, también conocido como The Mad Stuntman. La canción alcanzó su punto máximo en el 89 del Billboard Hot 100 en 1994. En el Reino Unido alcanzó su punto máximo en el 5 de las listas de singles, y en Francia y los Países Bajos llegó al N.º 1. La canción sería usada más tarde en la película animada de 2005  Madagascar, donde fue interpretada por el cómico Sacha Baron Cohen (personificando al Lémur Rey Julien), pero producida por Morillo, volviéndolo un éxito otra vez en ese mismo año. En total, The mad stuntman colaboró en cuatro de los top 10 de los éxitos de Reel 2 Real. Los sencillos posteriores presentaron a Barbara Tucker, Charlotte Small, y Proyecto Uno. El alias Reel 2 Real fue abandonado en 1996, después de que Morillo pasara unos años estableciéndose como DJ underground.
Morillo falleció por sobredosis de drogas el 1 de septiembre de 2020.

## Discografía

### Álbumes
- 1994: Move It!
- 1995: Reel 2 Remixed
- 1996: Are You Ready for Some More?

### Sencillos
- 1993: "The New Anthem"
- 1994: "I Like to Move It"
- 1994: "Go On Move"
- 1994: "Can You Feel It?"
- 1994: "Raise Your Hands"
- 1995: "Conway"
- 1996: "Jazz It Up"
- 1996: "Are You Ready for Some More?"
- 1997: "After the Rain"

- Datos: Q509886